# Walter Elliot
Walter Elliot Elliot (ur. 19 września 1888 w Lanark, zm. 8 stycznia 1958), brytyjski polityk, członek Partii Konserwatywnej, minister w rządach Ramsaya MacDonada, Stanleya Baldwina i Neville’a Chamberlaina.

## Życiorys
Był synem rolnika z Lanarkshire. Wychowywał się w Glasgow i tam odebrał wykształcenie (najpierw w Akademii, potem na Uniwersytecie). Studiował fizykę i medycynę. Podczas I wojny światowej był członkiem służby medycznej przy Scots Greys. Za postawę podczas wojny otrzymał Military Cross.
W 1918 r. został wybrany do Izby Gmin jako reprezentant okręgu Lanark. Miejsce to utracił po wyborach 1923 r., ale powrócił do parlamentu w 1924 r., tym razem jako reprezentant okręgu Glasgow Kelvingrove. W 1923 r. oraz w latach 1924–1929 był parlamentarnym sekretarzem w Ministerstwie ds. Szkocji. W 1931 r. został finansowym sekretarzem skarbu.
Elliot został członkiem gabinetu w 1932 r. jako minister rolnictwa i rybołówstwa. Za jego urzędowania uchwalono Agricultural Marketing Act, który miał na celu ochronienie rolników przez bankructwem spowodowanym spadkiem cen. W 1936 r. został ministrem ds. Szkocji. W latach 1938–1940 był ministrem zdrowia. Kiedy premierem został w 1940 r. Winston Churchill, Elliot został usunięty z gabinetu.
Po usunięciu z gabinetu Elliot został Lordem Wielkim Komisarzem przy Generalnym Zgromadzeniu Kościoła Szkocji. W 1945 r. przegrał wybory parlamentarne i znalazł się poza Izbą Gmin. Powrócił do niej w 1946 r., wygrywając wybory uzupełniające w okręgu Combined Scottish Universities. Po likwidacji tego okręgu 1950 r. Elliot wystartował ponownie w okręgu Glasgow Kelvingrove i wybory te wygrał. W Izbie Gmin zasiadał aż do swojej śmierci w 1958 r.
Był dwukrotnie żonaty. W 1919 r. poślubił Helen Hamilton, ale zginęła ona w wypadku alpinistycznym podczas ich miesiąca miodowego. 2 kwietnia 1934 r. Elliot poślubił Katharine Tennant.